# 구로다 전기
구로다 전기(黒田電気株式会社（くろだでんき、KURODA ELECTRIC CO., LTD.)는 일본의 대기업이다.